# Ornithidium squarrosum
Ornithidium squarrosum är en orkidéart som beskrevs av Rudolf Schlechter. Ornithidium squarrosum ingår i släktet Ornithidium och familjen orkidéer.
Artens utbredningsområde är Ecuador. Inga underarter finns listade i Catalogue of Life.